# Boj o rasistickou vlajku
Boj o rasistickou vlajku (v anglickém originále Chef Goes Nanners) je sedmý díl čtvrté řady amerického komediálního animovaného televizního seriálu Městečko South Park. 

## Děj
Šéf a Jimbo se přou o southparkskou vlajku. Podle Šéfa je vlajka rasistická, protože na ní běloši věší černocha. Jimbo ji chce naopak zachránit, protože by se podle něj historie neměla měnit. K Jimbovi a jeho příznivcům se však přidá i Ku Klux Klan. Jelikož jsou oba názorové tábory stejně silné, rozhodující událostí se stane školní debata. Jimbo pronikne s Nedem do Ku Klux Klanu, aby jim poradil, aby byli pro změnu vlajky, protože je lidé nemají rádi. Na školní debatě Šéf pochopí, že děti nechápou, že vlajka je rasistická, protože názorová skupina, která měla hájit zachování vlajky, nechápala, co je na zabíjení špatné. Šéf se na ně ale nezlobí a je dojat, protože dětem bylo jedno, kdo má na vlajce jakou barvu kůže. Šéf a Jimbo se nakonec usmíří a dojdou ke kompromisu. Na nové southparkské vlajce černocha věší lidé různé barvy kůže.